# Graminologie

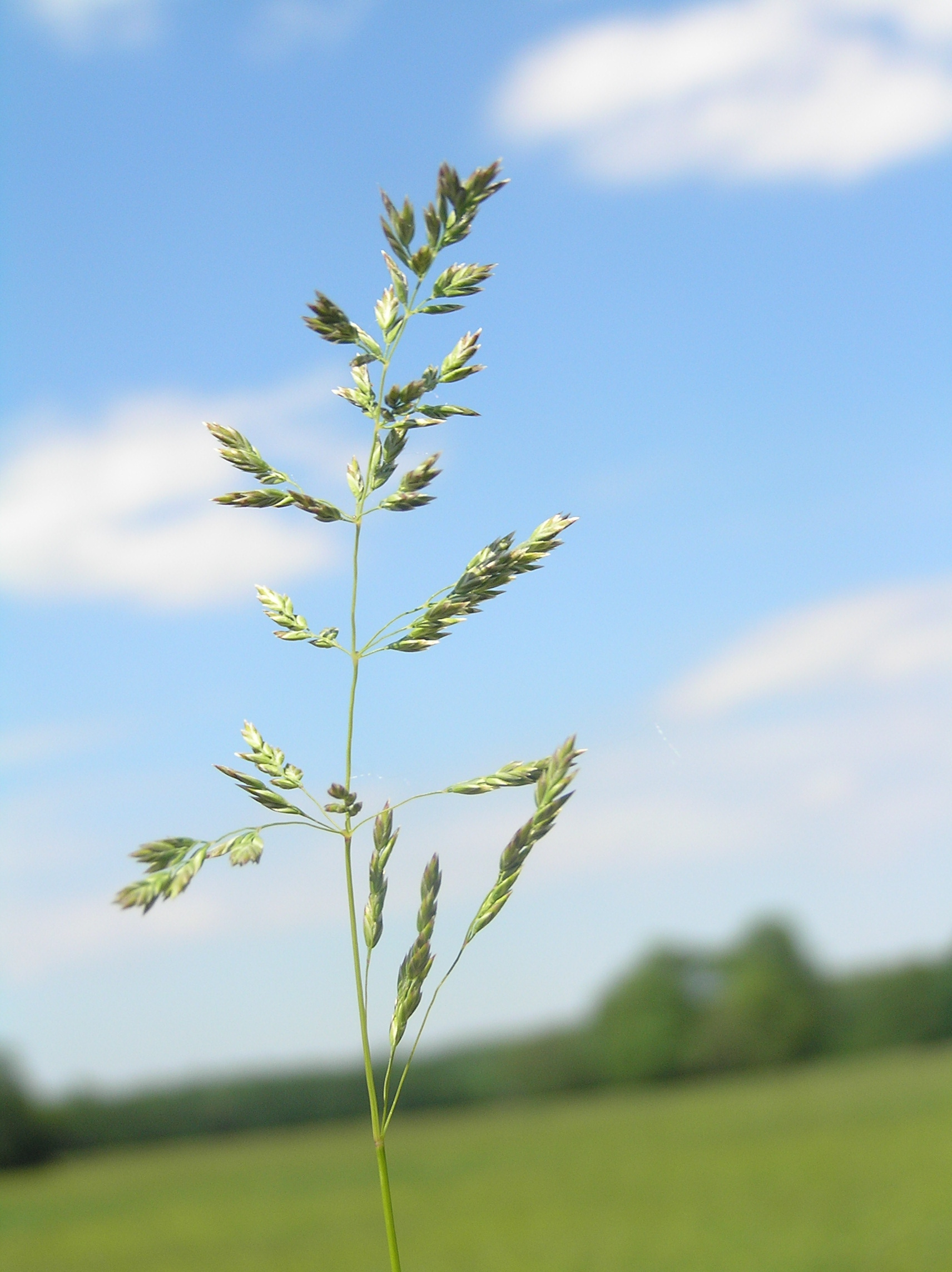
Lipnice luční, jedna z pravých trav

Graminologie (latinsky Graminae – trávy), též agrostologie (řecky ἄγρωστις, agrōstis – tráva) je botanický vědní obor studující trávy, jejich morfologii a taxonomii.
Zabývá se studiem rostlin z čeledí lipnicovitých (Poaceae), šáchorovitých (Cyperaceae), sítinovitých (Juncaceae) a orobincovitých (Typhaceae). Rostliny podobné trávám pocházející z jiných čeledí se označují jako graminoidy.
Za zrodem tohoto oboru stála kniha Agrostographiae Helveticae Prodromus, taxonomické pojednání o travách německého botanika Johanna Scheuchzera z roku 1708. Termín „agrostografie“ byl později nahrazen současným termínem agrostologie.
Graminologie má svůj význam při sledování a údržbě divokých i spásaných travnatých plání, v zemědělství (plodiny jako rýže, kukuřice, cukrová třtina, pšenice a mnoho druhů pícnin patří mezi trávy), hortikultuře a údržbě trávníků a v ekologii obecně.